# Mystacinobia zelandica
Espèce
Mystacinobia zelandica est une espèce de diptères de la famille des Mystacinobiidae.

## Taxonomie
Le nom valide complet (avec auteur) de ce taxon est Mystacinobia zelandica Holloway, 1976.

## Description

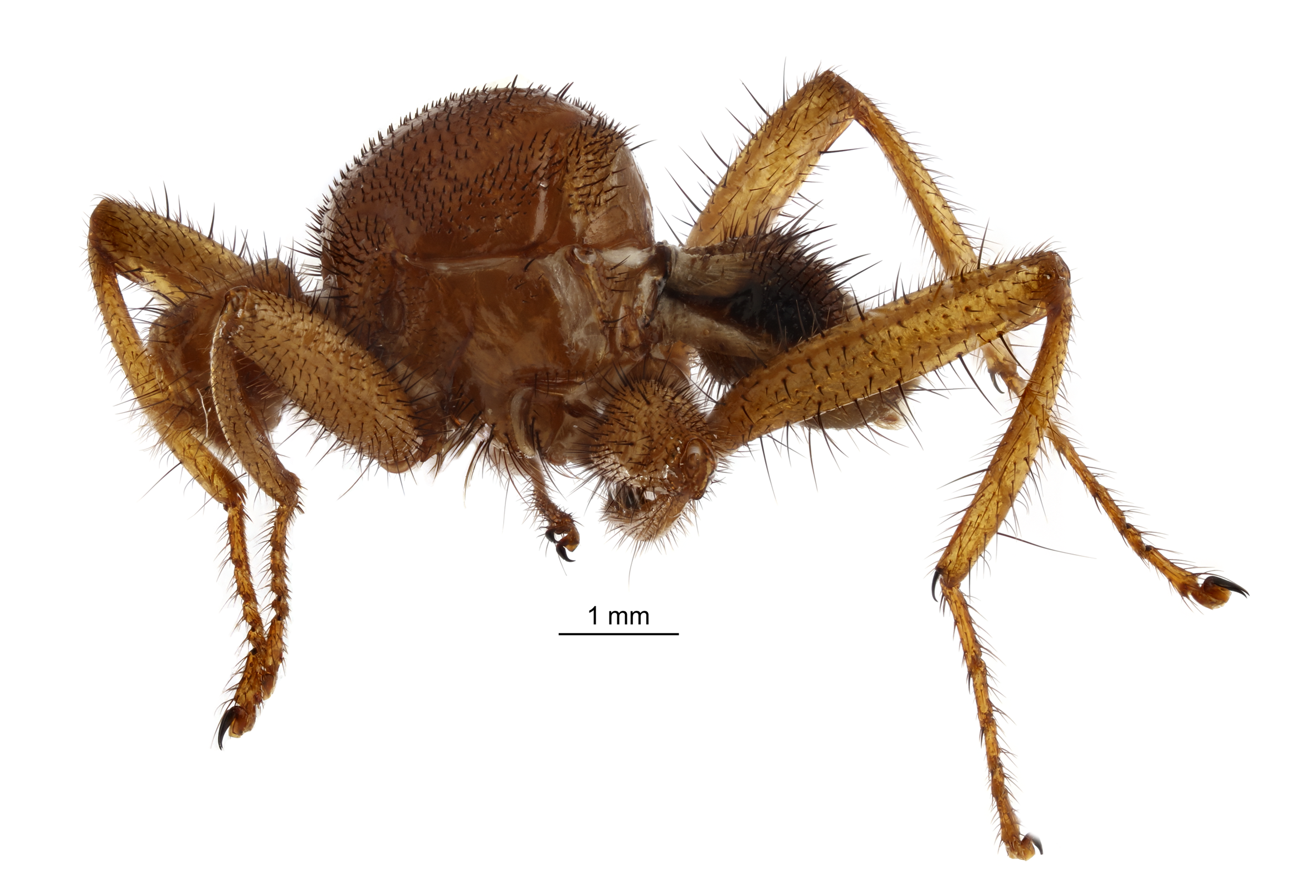
Vue latérale de l'holotype de Mystacinobia zelandica NZAC04019196 (male)

Mystacinobia zelandica est un diptère long de 4 à 9 mm,. Ces diptères sont aveugles et ont six longues pattes hérissées en forme d'araignée qui se terminent par des griffes spécialement adaptées qui sont censées les aider à "nager" à travers la fourrure des chauves-souris,. Ils ont aussi la particularité de ne pas avoir d'ailes.
Les mâles sont plus grand que les femelles, et ils ont l'air tout à fait différents ; un expert japonais, lorsqu'il a envoyé certains des premiers spécimens collectés pour une étude scientifique, a suggéré qu'il s'agissait d'espèces différentes.